# Xã Pratt, Quận McHenry, Bắc Dakota
Xã Pratt (tiếng Anh: Pratt Township) là một xã thuộc quận McHenry, tiểu bang Bắc Dakota, Hoa Kỳ. Năm 2010, dân số của xã này là 50 người.